# Zygmunt Malanowicz
Zygmunt Malanowicz (4 de febrero de 1938 – 4 de abril de 2021) fue un actor de cine polaco. Apareció en más de 30 películas desde 1962 hasta 2020.

## Filmografía seleccionada
- Nóż w wodzie (1962)
- Naked Among Wolves (1963)
- Barrier (1966)
- Hunting Flies (1969)
- Paisaje después de la batalla (1970)
- Znaki na drodze (1970)
- Jarosław Dąbrowski (1976)
- Cserepek (1980)
- A Trap (1997)
- Wszystko, co kocham (2009)
- Córki dancingu (2015)
- Usta usta (2020)